# Henri Fauconnier
Henri Fauconnier (n. 26 februarie 1879, Barbezieux⁠(d), Poitou-Charentes, Franța – d. 7 aprilie 1973, Paris, Région parisienne, Franța) a fost un scriitor francez care a câștigat Premiul Goncourt în 1930 pentru romanul Malaisie.
Este fratele lui Geneviève Fauconnier, câștigătoare a Premiului Femina în 1933. A făcut parte din grupul Barbezieux alături de Jacques Chardonne, prietenul său din copilărie, și de Geneviève Fauconnier, sora lui. De asemenea, este autorul mai multor tablouri și a unor piese muzicale.

## Opera
- Malaisie, Stock, 1930, Premiul Goncourt
- Visions, Stock, 1938,
- Lettres à Madeleine, 1914-1918, Stock